# Land-Ocean Interactions in the Coastal Zone
 Land-Ocean Interactions in the Coastal Zone  (LOICZ) ist ein gemeinsames Kernprojekt des International Geosphere-Biosphere Programme (IGBP)  und des International Human Dimensions Programme on Global Environmental Change (IHDP), unter dem Dach der „Earth System Science Partnership“ (ESSP) und somit Teil eines Forschungsprogramms zum Globalen Umweltwandel.

## Schwerpunkte
Der Fokus liegt auf sozial-ökologischen Systemen in Küstenzonen und deren Wechselwirkungen mit den Prozessen des Globalen Wandels. Seit 1993 untersuchen Wissenschaftler verschiedene biologische, chemische und physikalische Prozesse der Küste. Nach einer Dekade vorwiegend naturwissenschaftlicher Küstenforschung hat LOICZ 2003 seinen Schwerpunkt um die Politik- und Sozialwissenschaften erweitert und berücksichtigt seitdem auch gesellschaftliche Dimensionen der Küstenzonen.

## Standort
Die weltweite Forschung wird von einem Internationalen Projektbüro (IPO) koordiniert, das für die Verwaltung des Projekts und dessen Tagesgeschäft zuständig ist. Nachdem es am niederländischen Institut für Meeresforschung auf Texel ansässig war, zog das Projekt 2006 ins Institut für Küstenforschung des Helmholtz-Zentrums in Geesthacht.
Die Entwicklung, Planung und Umsetzung der verschiedenen Aktivitäten leitet ein wissenschaftlicher Beirat (SSC). Darüber hinaus hat LOICZ Regionalbüros in China, Sri Lanka und Singapur eingerichtet. Diese regionalen Knotenpunkte gewährleisten die Verbreitung und Anpassung von Methoden und Konzepten an lokale und regionale Gegebenheiten und Bedürfnisse.

## Ziele
Kernziel von LOICZ ist die Erarbeitung von Methoden, die Aufbereitung und Bereitstellung von Wissen und Prognosen, um in Küstengebieten die Prozesse und Auswirkungen des Globalen Wandels abschätzen und Vorsorge treffen zu können.
Zur Umsetzung dieses Zieles wurde für den Zeitrahmen bis 2015 ein Forschungsprogramm mit fünf Kernthemen entwickelt. Die Themen sind:
- Verwundbarkeit von Küstenzonen und Naturgefahren
- Auswirkungen des Globalen Wandels auf Küstenökosysteme und nachhaltige Entwicklung
- Anthropogene Einflüsse auf Wechselwirkungen in Fluss-Küsten-Zonen
- Biogeochemische Kreisläufe in Küsten- und Schelfgewässern
- Management von Land-Meer-Wechselwirkungen im Sinne nachhaltiger sozial-ökologischer Küstensysteme.

Neben den Kernthemen bearbeitet LOICZ für drei bis vier Jahre die Kopplung sozialer und ökologischer Systeme, die Bewertung und Prognose von Prozessen und Auswirkungen des Globalen Wandels auf das Fluss-Küste-Kontinuum, und die Vernetzung des politisch-gesellschaftlichen Steuerungs- und Regelungssystems mit der Wissenschaft. Darüber hinaus befasst sich LOICZ mit der Modellierung und Klassifizierung von Küstensystemen (Typologie) mit Datenbasen, Variabilitätsanalysen sowie mit Training und Weiterbildung.

## Zusammenarbeit
LOICZ hat Schnittstellen zu den Monitoringaktivitäten der IGOS-Partnerschaft und ist an der Formulierung von Forschungs- und Implementierungsplänen zugehöriger Partner land- und seeseitig beteiligt. Darüber hinaus arbeitet es mit anderen Projekten der Erdsystempartnerschaft ESSP. Dazu gehören Risikobewertungen von Deltagebieten zusammen mit dem Global Water System Projekt (GWSP) in Bonn und die Bewertung von Küstenveränderungen und daraus erwachsender Möglichkeiten bzw. Risiken in der Arktis. Diese Arbeiten finden in Kooperation mit dem International Arctic Science Committee (IASC) in Stockholm statt.

## Organisation
Das Netzwerk setzt sich aus verschiedenen Partnern zusammen. Den Vorstand bilden (2011) Alice Newton, University of Algarve (Chairperson), Bruce Glavovic, Massey University NZ (Vice chairperson) sowie Masumi Yamamuro, University of Tokyo und Ramachandran Rames, Anna University, Chennai, India. Dazu kommen vom IPO Hartwig Kremer (HZG) und Jürgen Weichselgartner (HZG). Seit 2011 gehört auch die deutsche Sozialwissenschaftlerin Marion Glaser vom ZMT Bremen dem erweiterten Vorstand an.

### Veröffentlichung
Seine Forschungsergebnisse vermittelt LOICZ in Workshops und Konferenzen der Serie „Reports & Studies“, Meeting Reports sowie Science & Policy Documents. Das bei Springer erschienene Buch „Coastal Fluxes in the Anthropocene“   fasst die Aktivitäten der ersten Phase von LOICZ zusammen. Der Newsletter INPRINT und Jahresberichte sind weitere die Publikationen.